# Lycaonie

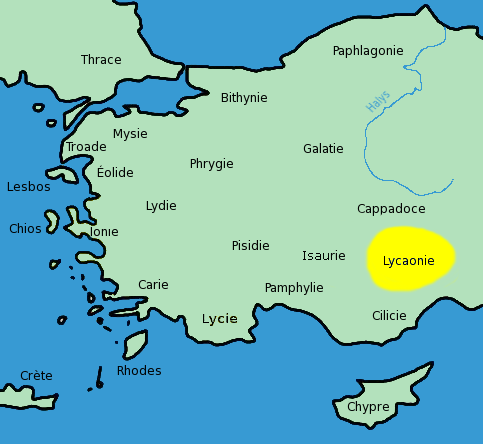
La Lycaonie et les régions voisines

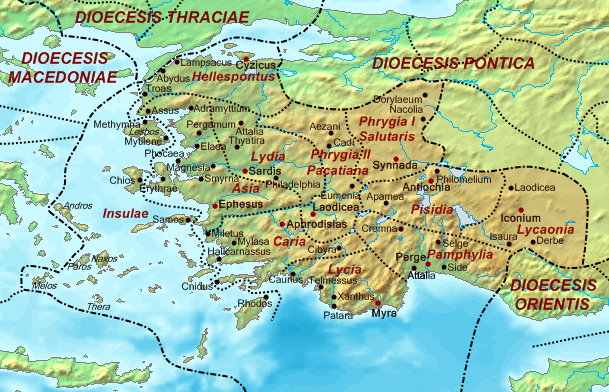
Diocèse d'Asie vers 400.

La Lycaonie était une région historique de l'Asie Mineure, limitée par la Cappadoce au nord-est, la Galatie au nord, la Phrygie au nord-ouest, l'Isaurie à l'ouest et la Cilicie au sud-est. Sa capitale était Ikônion/Iconium, aujourd'hui Konya. Lystre et Derbé sont deux autres villes de la Lycaonie.

## Nom
Le nom de Lycaonie apparaît dans les sources à propos de l'expédition de Cyrus le Jeune. En grec Λυκαωνία = Lykaônia signifie "pays des loups" ; pour les Grecs, ce territoire appartenait à la grande Phrygie.

## Histoire
Aux langues anatoliennes parlées dans cette région, se sont ajoutés ensuite le phrygien (langue thraco-illyrienne), puis le galate (langue celtique).
Annexée à la Perse en 546 av. J.-C., elle devient une satrapie jusqu'aux conquêtes d'Alexandre le Grand, puis elle fait partie du royaume des Séleucides, et enfin de celui de Pergame (260, comme en témoignent Strabon et Tite Live). La province est intégrée à l'Empire romain en 17 de notre ère. Pline cite outre Iconium les villes de Thébase, dans les monts Taurus et Hyde au nord-est. Au IVe siècle, la Lycaonie était une province romaine du diocèse d'Asie. Elle est ensuite intégrée au thème byzantin des Anatoliques.
En 1071, la Lycaonie est conquise par le Sultanat seldjoukide de Roum (« des Romains » en turc, c'est-à-dire « des byzantins ») puis, à l'époque des beylicats, échoit au sultanat des Karamanides, puis, après 1390, à celui des Ottomans. La Lycaonie, appelée karakurt-ili en turc (« pays des loups noirs ») fut l'une des premières régions d'installation des Turcs en Anatolie, et la population autochtone, qui était devenue grecque et orthodoxe durant le premier millénaire de notre ère, mais qui était clairsemée après les guerres turco-byzantines et le passage des croisades, devient elle aussi turque et musulmane pour ne plus payer le haraç : impôt sur les non-musulmans, et pour ne plus subir le devchirmé : enlèvement des garçons pour le corps des janissaires). C'est aujourd'hui une région agricole et industrielle partagée entre les provinces turques de Konya et de Karaman. Les loups, en revanche, y ont disparu, chassés par les bergers.